# Megacoaster
Mega/Hyper Coaster is een algemene term voor achtbanen, oorspronkelijk gebaseerd op de hoogte volgens het Anglo-Amerikaanse maatsystemen. Het hoogste punt of de eerste afdaling van mega-achtbanen is namelijk hoger dan 61 meter (200 feet). De achtbanen zijn vooral ontworpen voor hun snelheid en airtime, en bevatten meestal dus geen arsenaal aan verschillende elementen zoals inversies en mid-course brake runs, remmen die het parcours in bloksecties verdelen. De volgende fabrikanten hebben minstens één megacoaster gebouwd: Intamin Amusement Rides, Giovanola, Bolliger & Mabillard, MACK Rides, Arrow Dynamics, TOGO, Premier Rides, S&S Worldwide, Rocky Mountain Construction, Chance Morgan, Gerstlauer, Meisho Amusement Machines, D.H. Morgan Manufacturing, Roller Coaster Corporation of America en Lagoon.
Normaal gezien worden shuttle-achtbanen hoger dan 200 feet, en dus voldoen aan de hoogte, niet gerekend als megacoaster. De eerste achtbaan met een volledig circuit die een maximale hoogte van meer dan 61 meter aantikte, was Magnum XL-200 in Cedar Point, gebouwd door Arrow Dynamics.
Tussen 2000 en 2009 was er met Son of Beast een houten mega-achtbaan, alle andere mega-achtbanen die ooit gebouwd zijn, zijn Stalen achtbanen (stalen hybride achtbanen inclusief).
De hoogste achtbaan waarbij de passagiers niet recht bovenop de baan zitten is de wingachtbaan Eejanaika met net geen 71 meter hoog op zijn hoogste punt.
In 2018 opende Steel Vengeance, welke de eerste mega-achtbaan met minstens één inversie was. Anno 2025 zijn er elf megacoasters met inversies, waarvan Hyperion, Hyperia en Flucht von Novgorod de enige in Europa zijn. De meesten hiervan zijn van het model duikachtbaan (B&M) en I-Box Track van RMC, al worden deze alleen om hun hoogte tot de megacoasters gerekend, niet omdat ze eenzelfde soort rit als oorspronkelijke megacoasters geven. Tevens zijn alle echte megacoasters meer dan 1 kilometer lang, in tegenstelling tot duik- en hybride achtbanen.

## Foute benaming
Een veelvoorkomende fout is dat men denkt dat een Megacoaster, Hypercoaster en Gigacoaster 3 verschillende versies zijn. Een megacoaster en Hypercoaster betekenen namelijk hetzelfde, maar doordat de twee grootste achtbaanbouwers in dit segment van de markt twee verschillende benamingen hanteren, wordt de fout toch vaak gemaakt. Bolliger & Mabillard gebruikt de benaming "Hyper Coaster" voor zittende achtbanen die puur voor hun snelheid en airtime ontworpen zijn, ook al is de achtbaan lager dan 61 meter. Intamin Amusement Rides gebruikt de benaming Mega Coaster voor achtbanen die een maximale hoogte tussen de 60 en 90 meter hebben, en gebruikt de benaming Giga Coaster voor achtbanen die een hoogte bereiken tussen 300 en 399 voet, oftewel 91 en 122 meter.

### Benaming van andere hoogtecategorieën
Daarnaast worden achtbanen zoals Goliath en Kondaa soms foutief megacoasters genoemd. De productnaam van Intamin voor achtbanen die puur voor de snelheid ontworpen zijn met een maximale hoogte van 60 meter en liftheuvel is Ultra Coaster, maar hebben geen algemene naam (andere fabrikanten hanteren deze naam nooit).
Alle achtbanen met een hoogte van minimaal 100 meter, zijn lanceerachtbanen gebouwd door Intamin. Van de megacoasters heeft wel een groot deel een liftheuvel, maar ook wordt die hoogte geregeld d.m.v. een lancering bereikt.
De grote broers van de Giga Coaster, met een maximum hoogte tussen 400 en 499 voet, ofwel 122 en 152 meter, worden geclassificeerd als Strata Coasters. Deze term werd, net zoals 'Giga Coaster' door Cedar Point geïntroduceerd. Sinds 2025 bestaat er ook een Exacoaster (minimaal 500 voet; 152 meter) met de bouw van Falcon's Flight in Six Flags Qidiya.

## Lijst van traditionele megacoasters[6]
Hieronder volgt een lijst met bekendere achtbanen met een punt dat minstens 200 voet (61 m) hoog ligt. Behalve shuttle-achtbanen aangezien deze doorgaans nooit geclassificeerd worden als megacoasters omdat de achtbaantreinen nooit de volledige baan doorlopen.
| Naam                             | Park                             | Bouwer                    | Operationele jaren | Maximum Hoogte/ eerste afdaling |
| -------------------------------- | -------------------------------- | ------------------------- | ------------------ | ------------------------------- |
| Hyperion                         | Energylandia                     | Intamin                   | 2018               | 269 ft (82 m, daling)           |
| Thunder Dolphin                  | Tokyo Dome City Attractions      | Intamin AG                | 2003               | 260 ft (80 m)                   |
| Fujiyama                         | Fuji-Q Highland                  | Togo                      | 1996               | 259 ft (79 m)                   |
| Shambhala Expedición al Himalaya | PortAventura                     | Bolliger & Mabillard      | 2012               | 256 ft (78 m, daling)           |
| Titan                            | Six Flags Over Texas             | Giovanola                 | 2001               | 245 ft (75 m)                   |
| Silver Star                      | Europa-Park                      | Bolliger & Mabillard      | 2002               | 239 ft (73 m)                   |
| Der Schwur des Kärnan            | Hansa-Park                       | Gerstlauer                | 2015               | 239 ft (73 m)                   |
| Goliath                          | Six Flags Magic Mountain         | Giovanola                 | 2000               | 235 ft (72 m)                   |
| Thunder Striker                  | Carowinds                        | Bolliger & Mabillard      | 2010               | 232 ft (70 m)                   |
| Behemoth                         | Canada's Wonderland              | Bolliger & Mabillard      | 2008               | 230 ft (70 m)                   |
| Diamondback                      | Kings Island                     | Bolliger & Mabillard      | 2009               | 230 ft (70 m)                   |
| Nitro                            | Six Flags Great Adventure        | Bolliger & Mabillard      | 2001               | 230 ft (70 m)                   |
| Desperado                        | Buffalo Bill's                   | Arrow Dynamics            | 1994- 2019         | 225 ft (68 m, daling)           |
| Superman el Último Escape        | Six Flags Mexico                 | D.H. Morgan Manufacturing | 2004               | 220 ft (67 m)                   |
| Steel Curtain                    | Kennywood                        | S&S Worldwide             | 2019               | 220 ft (67 m)                   |
| Mr. Freeze Reverse Blast         | Six Flags St. Louis              | Intamin AG                | 1998               | 218 ft (66 m)                   |
| Big One                          | Pleasure Beach Blackpool         | Arrow Dynamics            | 1994               | 213 ft (65 m)                   |
| Apollo's Chariot                 | Busch Gardens Williamsburg       | Bolliger & Mabillard      | 1999               | 210 ft (64 m, daling)           |
| Candymonium                      | Hersheypark                      | Bolliger & Mabillard      | 2020               | 210 ft (64 m)                   |
| Flying Aces                      | Ferrari World Abu Dhabi          | Intamin                   | 2016               | 208 ft (63 m)                   |
| Raging Bull                      | Six Flags Great America          | Bolliger & Mabillard      | 1999               | 208 ft (63 m)                   |
| Ride of Steel                    | Six Flags America                | Intamin AG                | 2000               | 208 ft (63 m)                   |
| Ride of Steel                    | Darien Lake                      | Intamin AG                | 1999               | 208 ft (63 m)                   |
| Mamba                            | Worlds of Fun                    | Morgan                    | 1998               | 205 ft (62 m)                   |
| Magnum XL-200                    | Cedar Point                      | Arrow Dynamics            | 1989               | 205 ft (62 m)                   |
| Big Apple Coaster                | New York-New York Hotel & Casino | Togo                      | 1997               | 203 ft (62 m)                   |
| DC Rivals Hypercoaster           | Warner Bros. Movie World         | MACK Rides                | 2017               | 202 ft (61 m)                   |
| Goliath                          | Six Flags Over Georgia           | Bolliger & Mabillard      | 2006               | 200 ft (61 m)                   |

## Lijst van achtbanen die enkel om hun hoogte een Hyper Coaster zijn
| Naam            | Park                | Bouwer                      | Operationele jaren | Maximum Hoogte/ eerste afdaling | Reden voor geen volwaardige Mega Coaster                          |
| --------------- | ------------------- | --------------------------- | ------------------ | ------------------------------- | ----------------------------------------------------------------- |
| Eejanaika       | Fuji-Q Highland     | S&S Worldwide               | 2006               | 249 ft (76 m)                   | Is een vierdimensionale achtbaan puur voor de inversies ontworpen |
| Yukon Striker   | Canada's Wonderland | Bolliger & Mabillard        | 2019               | 245 ft (74 m, afdaling)         | De achtbaan bevat te veel speciale elementen                      |
| Hyperia         | Thorpe Park         | MACK Rides                  | 2024               | 236 ft (72 m)                   | De achtbaan is korter dan 1 km en bevat veel speciale elementen   |
| Valravn         | Cedar Point         | Bolliger & Mabillard        | 2016               | 223 ft (68 m)                   | De achtbaan is voor de speciale elementen ontworpen.              |
| Zadra           | Energylandia        | Rocky Mountain Construction | 2019               | 206 ft (63 m)                   | De achtbaan heeft erg veel bijzondere elementen                   |
| Steel Vengeance | Cedar Point         | Rocky Mountain Construction | 2018               | 205 ft (62 m)                   | De achtbaan richt zich eerder op inversies                        |
| Xcellerator     | Knott's Berry Farm  | Intamin                     | 2002               | 205 ft (62 m)                   | De achtbaan is puur voor de lancering ontworpen.                  |

## Lijst van Giga Coasters (De hoogste)[7]
| Naam                 | Park                | Bouwer               | Status | Geopend |
| -------------------- | ------------------- | -------------------- | ------ | ------- |
| Intimidator 305      | Kings Dominion      | Intamin AG           | Open   | 2010    |
| Leviathan (achtbaan) | Canada's Wonderland | Bolliger & Mabillard | Open   | 2012    |
| Millennium Force     | Cedar Point         | Intamin AG           | Open   | 2000    |
| Fury 325             | Carowinds           | B&M                  | Open   | 2015    |
| Orion (achtbaan)     | Kings Island        | Bolliger & Mabillard | Open   | 2020    |
| Red Force            | Ferrari Land        | Intamin AG           | Open   | 2017    |
| Steel Dragon 2000    | Nagashima Spa Land  | Chance Morgan        | Open   | 2000    |
| Orion                | Kings Island        | B&M                  | Open   | 2020    |